# لابیست (مجموعه تلویزیونی)
لابیست (کره‌ای: 로비스트؛ انگلیسی: Lobbyist) یک مجموعه تلویزیونی کره جنوبی سال ۲۰۰۷ با نام اصلی آنجل (انگلیسی: Angel) تولید شده توسط کره اینترنشنال پیکچرز آی‌ان‌سی. است. این فیلم با بودجه ۱۲ میلیون وون در مکان‌های خارج از کشور شامل ایالات متحده آمریکا و قرقیزستان فیلمبرداری شده‌است. در این مجموعه سونگ ایل گوک، هان جه سوک و جانگ جین یونگ (آخرین اثرش) ایفای نقش کردند. این مجموعه از ۳ اکتبر تا ۲۶ دسامبر ۲۰۰۷ روزهای چهارشنبه و پنجشنبه ساعت ۲۱:۵۵ (کی‌اس‌تی) ازاس‌بی‌اس برای ۲۴ قسمت پخش شد.

## بازیگران
- سونگ ایل گوک در نقش هری / کیم جو هو
  - لی هیون وو در نقش جوانی جو هو
- جانگ جین یونگ در نقش ماریا / یو سو یونگ
  - نام جی هیون در نقش جوانی سو یونگ
- هان جه سوک در نقش کانگ ته هیوک
- هو جون هو در نقش جیمز لی
- کیم می سوک در نقش مادام چه